# クスノキ
クスノキ（樟、楠）は、クスノキ科の常緑高木の1種（図1）。クスともよばれる。

## 名称
標準和名はクスノキであるが、「の木」を略してクスとよばれることも多い。日本最初の漢和辞典である『和名類聚抄』（930年ごろ）では、「久須乃木」と記され、「薬の木」の転訛または「久須（永久の）木」とされているが、他にも「奇し（くすし; 怪しい、霊妙な）木」、「消す（病気を消す）木」、「薫の木」、「臭し木」、「燻る（くすぶる; 燻ぼる）木」、「くすんだ木」、「黒染木」などに由来するとする説もある。また、台湾原住民による近縁種の呼称が「クス」の音に近いことから、これに由来するとする説もある。「クスノキ」には漢字の「樟」または「楠」が充てられるが、「楠」はタブノキを意味することがあり、逆に『和漢三才図会』ではタブノキを「樟」としている。日本では古くからこの2漢字が使われており、『古事記』では「楠」、『日本書紀』では「樟」が使われていた。漢名ではクスノキは「樟」または「樟樹」であり、「楠」はタイワンイヌグス属（Phoebe）やタブノキ属の植物を意味する。
日本において、同じクスノキ科のタブノキが非常に多くの地方名をもつのに対し、クスノキの地方名は非常に少ない。沖縄での地方名はクスヌチ。
英名は camphor tree（カンフルの木）や camphorwood、camphor laurel などであり、クスノキから採取される精油成分であるカンフル（camphor、樟脳）に因む。ニッケイ属に分類する際の学名（Cinnamomum camphora）の種小名である camphora やニッケイ属から分けら際の属名（Camphora）も、カンフルを意味する。

## 解説
高さ40メートル以上になることもあり、また日本で最も太くなる樹種でもある（幹回り24メートルの記録がある）。樹皮は細く短冊状にやや深く裂ける。葉は互生し、表面は光沢がある濃緑色、裏面は淡緑色、ふつう3本の葉脈が目立ち（三行脈）、その分岐点にはダニ室がある。常緑樹ではあるが、葉の寿命は1年程度であり、春に入れ替わる。花期は5–6月、小さな黄白色の花からなる花序が葉腋につく。果実は液果、10–11月に黒紫色に熟す。日本（関東地方以南）、台湾、中国南部、ベトナムなどの暖地に分布する。古くは樟脳（カンフル）の原料とされ、防虫剤や薬用、セルロイド製造に利用されていた。材は建築材や仏具、家具などに用いられ、厳島神社の大鳥居はクスノキ製である。比較的成長が速く、丈夫なため広く植栽され、特に西日本の寺社にはしばしば大木があり、神木や天然記念物とされているものも多い。
ふつうニッケイ属に分類され Cinnamomum camphora の学名が充てられていたが、2025年時点では別属に分類して Camphora officinarum とすることが提唱されている。

## 特徴
常緑広葉樹の高木であり、高さは8–25メートル (m)、幹の直径 2 m になり、大きなものは高さ 40 m、幹の直径 8 m に達する（図1, 2a）。暖地でよく生育し、成長速度が速い。樹冠がゆったりと広がって大きくなり、単木ではこんもりとした樹形をなす（図2a）。樹皮は茶褐色から暗褐色で、縦に細く短冊状にやや深く裂ける（図2b）。若枝は黄緑色から紫褐色、無毛、下部に皮目が散生する（図3, 4）。切断面の髄は白色で五角形をしている
冬芽は長楕円形で先端はとがり、淡赤褐色から緑色、芽鱗は瓦重ね状、円頭、外芽鱗の縁には微毛があり、内芽鱗の背軸面に褐色の絹毛が密生する（図3）。
葉は互生し、葉柄は長さ1.5–3.5センチメートル (cm)（図4）。葉身は卵形から楕円形、長さ 5–11 cm、幅 3–6 cm、先端は尖り、基部は広くさび形から円形、葉縁は全縁で波状、やや革質で両面無毛、表面は濃緑色で光沢があり、裏面は淡緑色（図4a）。葉をちぎると樟脳に匂いがする（図4）。春に新葉が生じ、帯紅色（図4b）から明緑色（図4c）、葉柄も赤色のものと緑色のものがある。葉の寿命はほぼ1年で、春（4月末から5月上旬）に新しい葉が展開するときに、ふつう古い葉が紅葉して落葉する（図4c）。一部は秋にも落葉する。日当たりの良い場所では葉の寿命は上記のように1年程度と短いが、暗い場所では寿命が長いことがある。
葉脈は基本的に羽状であるが、基部から4–8ミリメートル (mm) の部分から生じて左右に伸びる第1側脈が太く長く、三行脈状になる（図5a）。三行脈の分岐する脈腋には、1 mm ほどの小さな膨らみがあり、この内部に空洞があって葉の裏側で開口している（図5b）。この構造はダニ室とよばれる（下記参照）。ただし、幼木では三行脈やダニ室が発達していないことが多い。
花期は初夏（5–6月）、一年枝の葉腋から、小さな花がまばらについた長さ 5–7 cm ほどの円錐花序が直立する（図6）。花柄は長さ 1.5–2.5 mm、花は直径 5 mm ほど、放射相称、花色は当初は白色であるが、後に黄緑色を帯びる（図6）。花被片は6枚、3枚ずつ2輪、楕円形から広楕円形、長さ 1.5–2 mm、開出し、花後に脱落する（図6）。雄しべ（雄蕊）は9個、3個ずつ3輪、最内輪の雄しべの花糸には1対の黄色い腺体がある（図6a）。葯は4室、外側2輪の雄しべの葯は内向、最内輪の雄しべの葯のうち下の2個は内向、上の2室は側向（図6a）。雄しべの内側には仮雄しべが3個1輪ある（図6a）。雌しべ（雌蕊）は1個、長さ約 2.2 mm、子房は球形、部分的に花托に包まれ、柱頭は盤状（図6a）。
果実は液果、球形、直径 7–9 mm、はじめは淡緑色だか（図4a）、11–12月になると光沢がある黒紫色に熟す（図7a）。果柄は長さ 4–5 mm、先端は広がり皿状（図7a）。果実は種子を1個含み、種子は球形でへそ状の突起があり、黒褐色から灰褐色で光沢がありやや小型（長さ4–5 mm）のものと、淡灰褐色でときに褐色の斑紋があり光沢がなくやや大型（長さ5.5–7 mm）のものが報告されている（図7b）。染色体数は 2n = 24。

## 生態
比較的陽地を好む半陰樹であり、成長は比較的速く、素早く林冠に達して優勢になる戦略をもつとされる。クスノキの葉の寿命は約1年で旧葉は4月ごろ落葉するが、同時期に新葉が展開するため「常緑樹」となる。年間を通したクロロフィルの動態に着目すると、クスノキは新芽の展開時から光合成能力が高く、落葉樹で極めて成長が速いケヤキに似ているという。
落葉などを頻繁に除去し土壌がむき出しの寺社の境内や都市公園など乾燥の激しい環境で生育可能であることから、クスノキの耐乾性についてはよく研究されている。
耐塩性も比較的高く、高潮で海水が浸水するような状況でも萌芽更新で再生する。
クスノキはアレロパシーが強く、他の植物の生育を阻害していることが報告されている。
クスノキの訪花昆虫としては、ハナバチ類、ハナアブ類、甲虫類が報告されている。果実は鳥によって食べられ、種子は被食散布される。
アオスジアゲハの幼虫は、クスノキなどを食樹とすることが知られている。クスノキを食樹とする昆虫として、他にもクスサン、オオミノガ、クスノハモグリ、クスオビホソガ（鱗翅目）、クスアナアキゾウムシ、クスベニカミキリ（甲虫目）、クスグンバイ、クストガリキジラミ（半翅目）などがある。また、ハシボソガラスがクスノキの新芽を食べることが報告されている。
陸貝であるシーボルトコギセル（Phaedusa sieboldii）はクスノキなどに好んで生育しており、山口県下関市の住吉神社における蜷替（になかえ）の神事の本尊とされ、かつては神木のクスノキにすむこの貝をお守りとし、旅立つ際に身につけ、帰ると元に返す風習があった。福岡県の宇美八幡宮や生立八幡宮、佐賀県の八幡宮などでも、この貝をお守りなどとしていた。

### ダニ室
葉の三行脈の葉脈分岐点には、裏面に小さな開口部がある小室が存在し、ダニ室（ダニ部屋、ドマティア、domatium）とよばれる（図5b, 8）。一般的に、ダニ室には捕食性のダニを住まわせることで植食性のダニを駆除するのに役立てると考えられている。しかしクスノキのダニ室では、相利関係にある捕食性のダニ（カブリダニ）だけでなく、敵対関係にある植食性のダニ（フシダニ）を住まわせていることも多い。これにより、捕食性ダニにとっては安定して餌が得られる環境となり、クスノキとしては捕食性ダニが葉に定住することで、フシダニの害を低く抑える利点があると考えられている。フシダニは、葉の展開に合わせて新しい葉のダニ室へと移動する。
ダニ室は、クスノキ以外にも多くの植物から報告されている。ダニ室やフシダニに関する日本語の総説論文として、西田（2004）や上遠野（2003）がある。

## 分布
日本（関東地方から南西諸島）、台湾、韓国（済州島）、中国南部、ベトナムなどに分布する。日本では関東地方から九州にかけての太平洋側、および瀬戸内海沿岸に広く分布し、九州北部を除く日本海側は一般的に分布を欠くが、山陰地方に局所的に分布が見られる。南西諸島の分布は局所的であり、奄美大島など自然分布ではないとされる島が多い。後述のように樟脳の原料となる有用植物であり、古くから植栽されていたため、自然分布域は不明瞭である。樟脳採取用に栽培されていたものが放置されて野生化しているところもある。また、北米、ヨーロッパ、マダガスカル、南アジア、オーストラリアなどにも帰化しており、侵略的外来種とされる地域もある。
本来の自生地は、九州から南西諸島とされることがある。また、日本で見られるものは現世近くになってから中国から帰化した史前帰化植物とされることもある。日本では、更新世から縄文早期にはクスノキの記録はないが、近畿地方では縄文中期以降にクスノキの化石が報告されている。一方でマイクロサテライトマーカーを用いた解析からは、日本産（東日本、西日本、九州）のものと中国東部・台湾産のものの間には大きな遺伝的差違が存在し、分岐年代は12,660年前から358,500年前の間と推定されている。このことは、日本のクスノキが自生のものであり、人為的な導入によるものではないことを示唆している。日本におけるクスノキ集団の遺伝的多様性は中国・台湾のものよりも小さく、氷期において南日本の限られた場所に分布が限定されたことによる遺伝的浮動が原因であると考えられている。『魏志倭人伝』では、クスノキは「柟」または「豫樟」の名で日本の木として記されている。

## 人間との関わり

### 精油
| 精油                | 幹（若木） | 枝葉（成葉） | 果実（12月） |
| ------------------- | ---------- | ------------ | ------------ |
| 精油含量            | 1.45       | 1.06         | 1.14         |
| α-ピネン            | 2.2        | 0.5          | 0.5          |
| カンフェン          | 1.6        | 0.3          | 0.3          |
| β-ピネン            | 2.8        | 0.9          | 0.5          |
| リモネン            | 3.8        | 1.8          | 2.2          |
| 1,8-シネオール      | 10.5       | 0.1          | 0.1          |
| p-シメン            | 1.2        | 0.4          | 0.7          |
| リナロール          | 0.1        | 0.2          | 0.5          |
| カンフル（樟脳）    | 62.0       | 86.2         | 30.2         |
| β-エレメン          | –          | 0.5          | 0.9          |
| テルピネン-4-オール | 3.1        | 1.6          | 0.8          |
| カリオフィレン      | +          | 2.3          | 3.9          |
| α-テルピネオール    | 2.9        | 1.1          | 1.1          |
| ボルネオール        | +          | 0.6          | 1.1          |
| β-セリネン          | –          | 0.8          | 4.1          |
| ネロール            | +          | 0.4          | 2.2          |
| ゲラニオール        | +          | 0.2          | 1.3          |
| サフロール          | 8.1        | 0.4          | 37.8         |

材や葉は精油を1%ほど含み、典型的には樟脳（カンフル）を主成分とし（表1, 図9a）、このようなクスノキは本樟ともよばれる。しかし、組成には種内変異があり、ホウショウ（芳樟、ホーウッド、ホーリーフ）はカンフルをほとんど含まずリナロールを多く含み、ラヴィンサラ（ラヴィンツァラ）もカンフルをほとんど含まず1,8-シネオールを多く含む（下記参照）。精油は、幹や根、枝、葉を水蒸気蒸留することによって得られる。クスノキから抽出された精油は、アロマテラピーなどに用いられることがある。
かつては、クスノキは樟脳（カンフル）の原料として利用されていた。樟脳原料とする材（木部）は、樟木（しょうぼく）とよばれた。古くは、日本および日本統治下の台湾から多く輸出されていた（図9b）。日本では、1903年（明治36年）に樟脳生産に専売制度が施行され、また太平洋戦争中には輸出は途絶したが軍需用品（セルロイド、フィルム、航空機用塗料など）の原料とされ、樟脳採取用以外のクスノキの伐採が禁止された。日本における生産量は、1951年の4,200トンが最大であったが、化学合成された樟脳の利用が多くなり、1962年（昭和37年）には樟脳専売制度は廃止された。
樟脳（カンフル）はセルロイドや無煙火薬の原料、香料、防虫剤、医薬品などに利用される。樟脳は、衣類の防虫剤として箪笥に入れられていた。江戸時代には、夏の夕暮れ時にクスノキの葉を焚いて、蚊遣りとした。インドでは、ヒンドゥー教の焼香としてカンフルが用いられる。カンフルは、強心剤として注射薬に使われた（カンフル剤）ほか、神経痛や打撲に用いる貼り薬（トクホンなど）や軟膏（メンソレータムなど）、チンキ、歯科用フェノールカンフルなど製薬原料として重要である。民間療法では、疲労回復、肩こり、腰痛、神経痛、リウマチなどの痛みを和らげるために、陰干しにしたクスノキの葉を布袋に入れて、浴湯料として風呂に入れる使い方が知られている。また、1日量1–3グラムの木部（樟木）を400 ccの水に入れて30分ほど煎じ、3回に分けて服用する用法が知られる。ただし、内服薬ではもちろん貼り薬として使用した場合でも、発作を伴う副作用が起こることがあり、妊婦や子供に使用するべきではないとされる。
クスノキの葉を粉砕して水と混ぜ合わせ加熱し、発生した蒸気を冷却する簡易的な水蒸気蒸留で樟脳を得ることが可能であり、抽出された樟脳で防虫効果を確認するなどの応用もでき、学校の実験教材として提唱されている。

### 木材
材は散孔材、気乾比重は0.41–(0.52)–0.69、やや軽軟ないし中庸で加工しやすく、加工の仕上がりは中庸。辺材は黄褐色、心材は変異が大きく黄褐色、紅褐色、緑褐色などであり、辺材と心材の境界は不明瞭（図10a）。肌目は粗く、木理は交錯して入り組んでいることが多く、材のひき方によって様々な模様の杢（玉杢、如鱗杢など）が現れることがあり、珍重される（図10b）。大材を得やすいが、枝分かれが多く、幹の形が悪かったり、凸凹があるため、直線の材料が得難くゆがみやひずみが出やすい。虫害に強く、また耐久性、保存性に非常に優れている。
建築（寺社など）、家具、彫刻、木魚、仏壇、楽器、玩具、船などに利用される。上記のように樟脳を含んでおり、防虫効果があるため、しばしば箪笥や文書箱などの材料とされる。浙江省寧波市にある中国明代の図書館である天一閣は蔵書30万点であり、書庫は全てクスノキ材である。欄間などの彫刻に適しており、また熱海細工や箱根細工にも使われる。クスノキ製の木魚は、まろやかな音が出るとされ、重用される。また耐久性に優れるため、海中に立つ厳島神社の大鳥居に使われている（図10c）。樹脂による障害を引き起こしやすいため、製紙パルプ業界では良質な原料とはみなされていない。
日本における仏像の材料は時代によって変遷してきたが、最初期の飛鳥時代にはクスノキが用いられ、法隆寺の百済観音像や救世観音像、四天王像、中宮寺の菩薩半跏像、法輪寺の薬師如来坐像や虚空蔵菩薩像などはクスノキ製である。また同様に、7世紀の伎楽面はクスノキ製であるが（図10d）、8世紀にはキリ製や乾漆になる。法隆寺の玉虫厨子の彫刻部分にも、クスノキが使われている。古代中国ではクスノキは高貴な人の棺に利用され、特に皇太子妃の葬儀に使われ、その墓は樟宮とよばれた。
日本ではクスノキ材は古くから利用されており、クスノキ製の槽・鉢・盤・皿・高坏・椀・蓋などの容器類、鍬、柱、井戸、臼、杭、杓子、ねずみ返し、履物などが遺跡から出土している。また縄文時代から古墳時代のクスノキ製丸木舟も多く出土している。『日本書紀』では、スサノオノミコトが眉毛からクスノキを作り出し、これを造船に用いるように命じたと記している。また『古事記』の「仁徳記」や『日本書紀』の「応神紀」には、クスノキ製の快速船である「枯野」（からぬ、からの）が登場する。室町時代以降の安宅船にも、クスノキ材が使われた。

### 植栽
寺や神社の境内には、クスノキの巨木がしばしばみられる（下記参照; 図11a）。また、公園樹や街路樹としても利用されている（図11b, c）。クスノキの並木は、伊勢市、熊本市、中国南部、ロサンゼルスなどで見られる。また神功皇后が豊浦宮へ行幸した際に、クスノキを植えて日本最古の街路樹としたとする伝承がある。大気汚染に比較的強いとされ、街路樹として用いる際の利点の一つとなる。阪神・淡路大震災の際に、火事が公園のクスノキで止まったともされるが、一般的にクスノキは精油を多く含み燃えやすいとされる。また、交通騒音に対しての減音作用やマスキング作用が望めるという。広島や長崎では、第二次世界大戦において原子爆弾の爆心地近くに生えていたクスノキが生き延び、現存している例がある（図11b）。1951年（昭和26年）11月には、サンフランシスコ講和条約調印を記念して国会議事堂前にクスノキが植樹された。大木になるため、個人の庭木には適していない。
暖地を好み、寒さには弱い。日当たり、水はけのよい乾燥気味の環境を好む。土壌の質は特に選ばず、根は深く張る。基本的に肥料は必要とせず、極端でなければやせ地でも育つ。種子から増やすが、挿し木繁殖も容易であり、成長速度や耐乾性は実生苗よりも良いという。植栽適期は5月から9月とされる。剪定には非常に強いが、新葉が展開する前の2月から4月に行う。病害虫に強いが、苗木のうちは比較的病害虫の被害を受けやすい。長寿大木になることから、延命を目的とした樹木医学分野での研究が多い。常緑樹ではあるが、葉は短命で春に入れ替わるため、一度に大量の落葉が生じ問題となることがある。
日本では、中世から近世にかけて建築や造船用にクスノキが多く伐採され、さらに江戸時代以降には樟脳生産のためますます消費されるようになったため、江戸時代の各藩や明治時代以降の政府は、クスノキの植林を行なっていた。植林最盛期の1908年（明治41年）には、5,639ヘクタールに植林された。

### 文化
クスノキは森厳で風格があることから、西日本各地でクスノキ崇拝が見られ、特に寺社に残るクスノキは、ご神木として人々の信仰の対象となることがある（下記参照）。
西日本低地の本来の植生は常緑広葉樹林であるが、このような地域は人間活動が激しく、伐採が制限された寺社の森林（鎮守の森）にのみ常緑広葉樹林が残されていることがある。このような鎮守の森のシンボルとして、クスノキが挙げられることが多い。アニメ映画の『となりのトトロ』では、トトロは鎮守の森のクスノキの巨樹に住んでいた。この映画のように古いクスノキの大木では、しばしば心材部が消失して巨大なうろ（空洞）になっており、「こぶとりじいさん」は、このようなクスノキのうろで鬼の酒盛りに出くわしたともされる。
クスノキは古くから人に身近な存在であり、「こぶとりじいさん」、「かちかち山」、「花咲か爺」、「聞き耳頭巾」などさまざまな昔話に登場する。また、いくら切り倒そうとしても元に戻ってしまうクスノキの話や、弱みを漏れ聞かれてついに切り倒されてしまう話、人間に化身する話など伝説が各地で残っている。中国漢代の『神異経』では、中国の9つの州を代表する枝をもつクスノキが存在し、その枝を切ることでそれぞれの州の吉凶を占うとする話がある。
地名や人名でも、楠（くすのき、くす）の字を使うことがあり、地名としては大阪府枚方市の楠葉、著名人としては南方熊楠などがある。後醍醐天皇は、木に南面する玉座を夢に見たところから、楠木正成を探し出したとする伝承はよく知られている。
清少納言の『枕草子』では、多く分枝するクスノキの枝ぶりを恋愛と結びつけて記している。
クスノキは成長は遅いが（ただし上記のように、実際にはクスノキの成長は遅いわけではない）大木になるのに対して、ウメは成長が速く華やかであるが大木にはならないことから、「楠学問と梅の木学問」や「楠分限、梅の木分限」などのことわざがある。
「楠若葉」、「樟若葉」、「楠落葉」は初夏の季語、「楠の実」は秋の季語である。
クスノキの花言葉は、「芳香」とされることがある。

### 著名なクスノキ
クスノキはしばしば大木になり、日本の巨樹・巨木（地上1.3 m の幹周りで測定）の1位は、鹿児島県蒲生八幡神社の「蒲生のクス」（幹周24.2 m）である（図12a）。また、日本の巨樹・巨木上位10本のうち、9本がクスノキである。台湾の神木樟樹公も非常に大きなクスノキであり、幹周16.2 m、樹高46 m になる（図12b）。このようなクスノキの大木は樹齢も古く、1,000–3,000年とされているものも多い。ただし、樹齢の推定は困難であり、このような値は必ずしも正確ではない。
以下に、日本で著名なクスノキの一部を列記する。ふつう、これらの木はそれぞれ伝承をもつ。
- 上谷の大クス（埼玉県入間郡越生町大字上谷） - 埼玉県指定天然記念物。幹周15 m、樹高30 m、樹齢1000年。クスノキとしては自生北限域で、関東最大とされる巨樹[153][154]。
- 神崎の大クス（千葉県香取郡神崎町本宿） - 国の天然記念物。幹囲8.5 m[155]、樹高25 m[156]、樹齢1300年[157]。「ナンジャモンジャ」の名でも知られる。主幹は明治期に一部焼失し、それを取り囲む支幹が高く成長している[156]。
- 本郷弓町のクス（東京都文京区本郷一丁目） - 幹周8.4 m、樹高20 m、樹齢600年。東京のマンションやオフィスビル密集地で、関東大震災や第二次世界大戦の東京大空襲による被害を免れて生き抜いてきた巨樹[158]。
- 明神の楠（神奈川県足柄下郡湯河原町宮下） - 湯河原町指定文化財（史跡）。幹周15.6 m、樹高15 m、樹齢800年。かつて五所神社の参道にあったとされる[159][160]。明神の楠（神奈川県湯河原町）

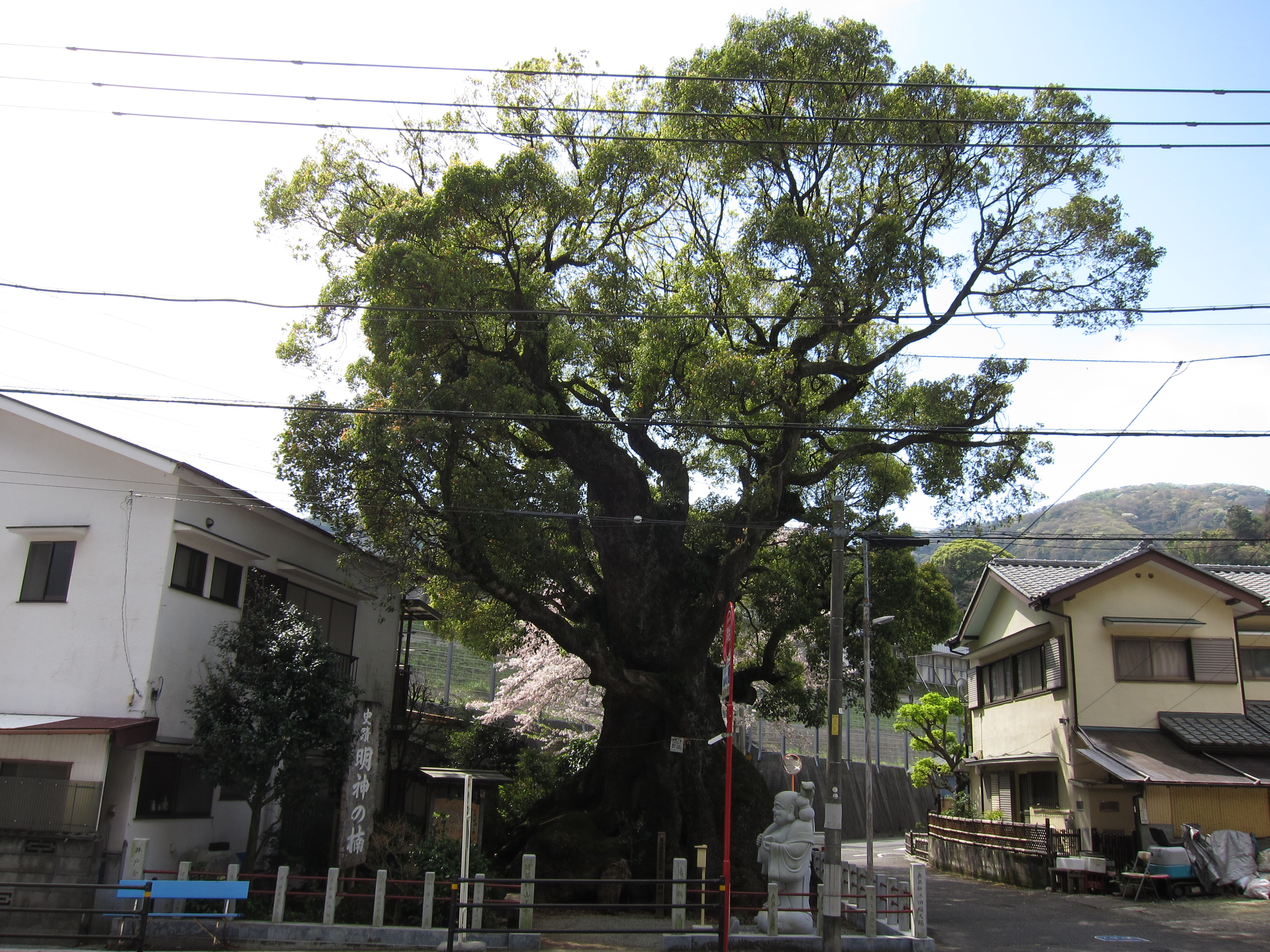
明神の楠（神奈川県湯河原町）

- 葛見神社の大クス（静岡県伊東市馬場町） - 国の天然記念物。幹周15.7 m、樹高20 m、樹齢1000年。葛見神社の御神木で、幹の中心部は空洞になっている[161]。
- 阿豆佐和気神社の大クス（静岡県熱海市西山町） - 国の天然記念物。幹周23.9 m、樹高20 m、樹齢2000年。来宮神社の御神木で、幹周は日本第2位の巨木[162]。
- 清田の大クス（愛知県蒲郡市清田町下新屋） - 国の天然記念物。幹周11.7 m、樹高22 m、樹齢1000年。幹周は中部地方最大、コブの多い主幹から四方に枝を広げる[163]。
- 引作の大クス（三重県南牟婁郡御浜町引作） - 三重県指定天然記念物、新日本名木100選。幹周14.9 m、樹高35 m、樹齢1500年。三重県最大のクスノキ[164][165]。
- 水屋の大クス（三重県松阪市飯高町赤桶宮東） - 三重県指定天然記念物。幹周13.1 m、樹高38 m、樹齢伝承1000年。地元では「大くすさん」の呼び名で親しまれている水屋神社の御神木[166][167][168]。
- 薫蓋クス（大阪府門真市三ツ島一丁目） - 国の天然記念物、大阪みどりの百選、新日本名木100選。幹周12.5 m、樹高24 m、樹齢1000年。三島神社境内に所在する大阪府最大の巨樹[169][170]。
- 大神社のクス（和歌山県紀の川市粉川） - 紀の川市指定天然記念物。幹周11.3 m、樹高20 m、樹齢伝承1000年。大神社の御神木[171][172]。
- 川棚のクスの森（山口県下関市豊浦町大字川棚下小野） - 国の天然記念物。幹周10.2 m、樹高21 m、樹齢300年以上。日本三大樟樹（しょうじゅ）の一つ[173]、18本の大枝に分かれて最長の枝は27 mにもなる[174]。川棚のクスの森（山口県下関市）

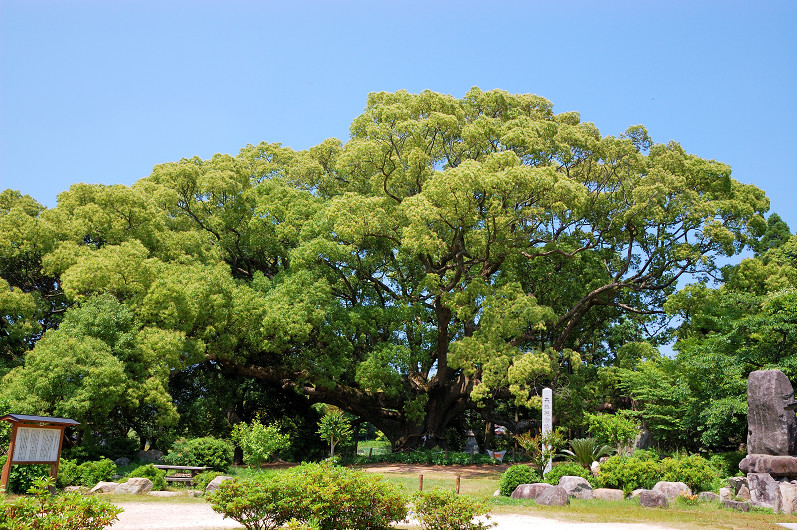
川棚のクスの森（山口県下関市）

- 加茂の大クス（徳島県三好郡東みよし町加茂） - 国の特別天然記念物。幹周13 m、樹高25 m、樹齢1000年。樹形の美しさと樹冠の大きさは日本有数[175][176][177]。
- 壇の大クス（徳島県吉野川市鴨島町森藤） - 徳島県指定天然記念物。幹周10.8 m、樹高23 m、樹齢950年。旧鴨島町森藤の壇という台地にある若宮神社境内に所在。2009年に樹勢が衰えて葉の大半が枯れるという危機を乗り越えた[178][179]。
- 志々島の大くす（香川県三豊市詫間町志々島） - 香川県指定天然記念物。幹周14 m、樹高40 m、樹齢伝承1000年。かつての土砂崩れで木の下のほうが埋まり、根元から枝分かれした特異な樹姿をしている[180][181]。
- 生樹の御門（愛媛県今治市大三島町宮浦） - 愛媛県指定天然記念物。幹周15.5 m、樹高10 m、樹齢300年以上。大山祇神社の奥の院あり、木の根元にある 2 × 3  m の空洞が門のように通じていることからこの名がある[182]。
- 乎知命御手植の楠（愛媛県今治市大三島町宮浦） - 国の天然記念物。幹周11.0 m、樹高15 m、樹齢伝承2600年。大山祇神社には38本のクスノキがあり、この木を含めて天然記念物に指定されている[183]。
- 大谷のクス（高知県須崎市大谷） - 国の天然記念物。幹周17.1 m、樹高25 m、樹齢2000年。須賀神社に立つ四国最大の巨樹[184][185]。
- 本庄のクス（福岡県築上郡築上町本庄） - 国の天然記念物。幹周21 m、樹高23 m、樹齢1900年。大楠神社に立ち、枝は何本もの支柱に支えられ、大きな洞がある[185]。
- 衣掛の森（福岡県糟屋郡宇美町宇美一丁目） - 国の天然記念物。幹周20.0 m、樹高20 m、樹齢300年以上。宇美八幡宮にある2本ある国の天然記念物の指定されたうちの1本。神功皇后が応神天皇を出産した際に、産衣を掛けた木と伝えられている[186]。衣掛の森（福岡県宇美町）

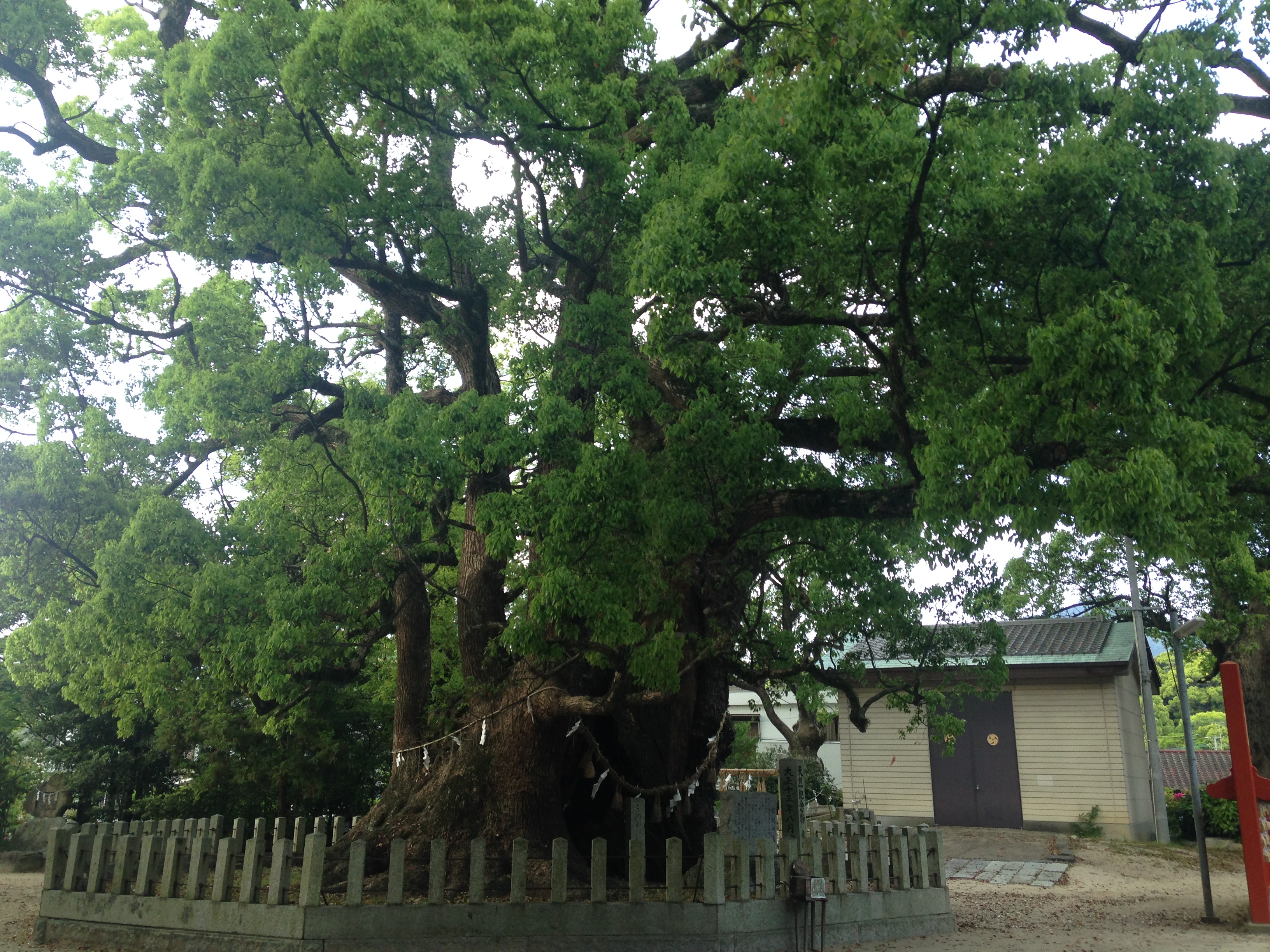
衣掛の森（福岡県宇美町）

- 湯蓋の森（福岡県糟屋郡宇美町宇美一丁目） - 国の天然記念物。幹周15.3 m、樹高23 m、樹齢1500年。宇美八幡宮の御神木。名前は、神功皇后が応神天皇を出産した際に、この木の下で産湯を使い、枝葉が産湯の蓋をしているよう見えたことに由来[187][188]。
- 隠家森（福岡県朝倉市山田） - 国の天然記念物。幹周18 m、樹高21 m、樹齢伝承1500年。名前は、その昔、朝倉の関所を通れないものが身を隠したことに由来[189]。
- 太宰府神社のクス（福岡県太宰府市宰府四丁目） - 国の天然記念物。幹周12.5 m、樹高33 m、樹齢300年以上。太宰府天満宮の「天神の森」にあるうちの最大のクスノキ[190]。
- 川古のクス（佐賀県武雄市若木町大字川古） - 国の天然記念物。幹周21.0 m、樹高25 m、樹齢3000年。1200年前に行基によって樹肌に仏像が彫られたといわれる日本三大クスの1本[191][192][193]。
- 武雄の大楠（佐賀県武雄市武雄町武雄） - 武雄市指定天然記念物。幹周20 m、樹高30 m、樹齢3000年。武雄神社の御神木で、奥の林に所在し、幹に大きな空洞を開いている[191][194][195]。武雄の大楠（佐賀県武雄市）

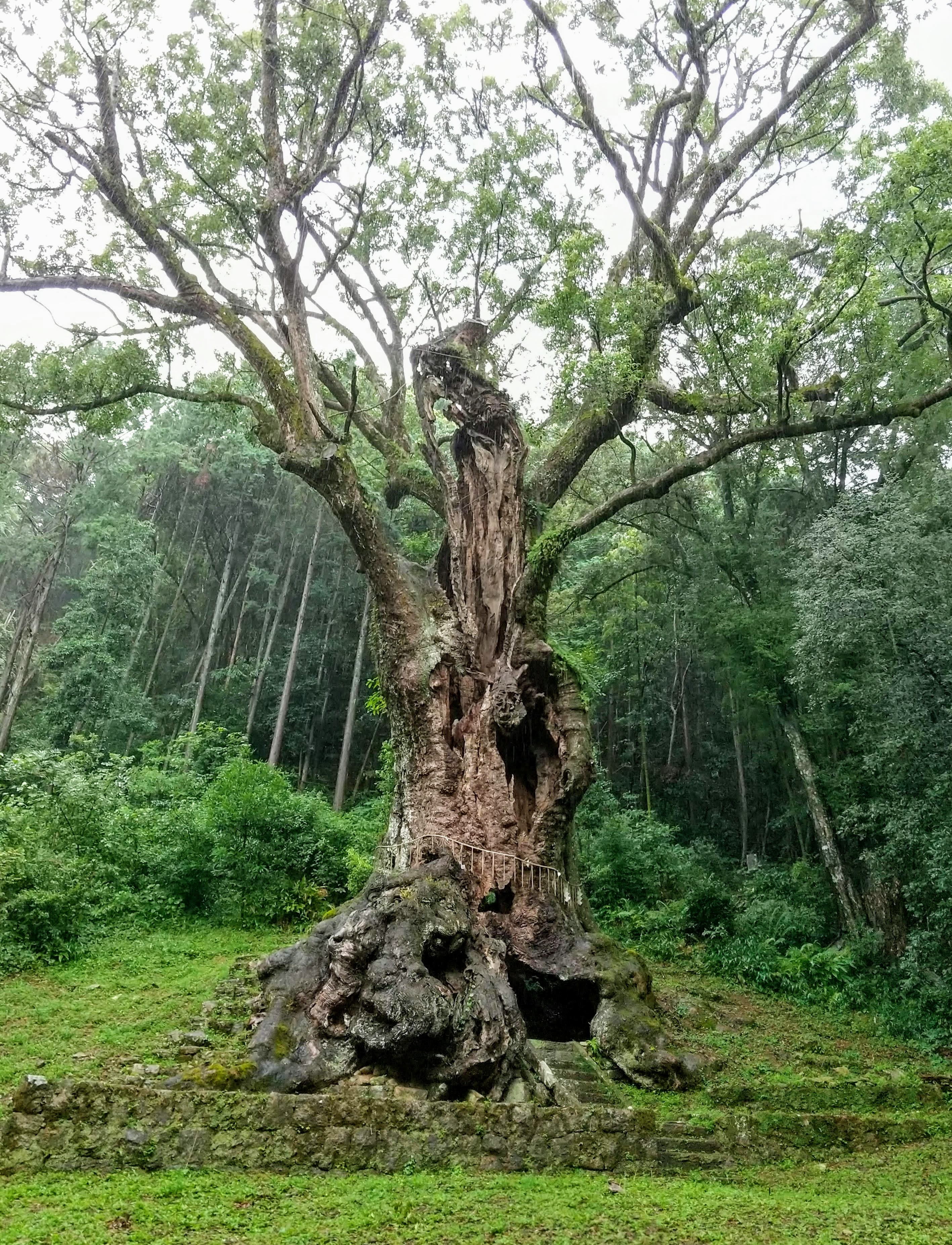
武雄の大楠（佐賀県武雄市）

- 塚崎の大楠（佐賀県武雄市武雄町武雄） - 武雄市指定天然記念物。幹周13.9 m、樹高18 m、樹齢300年以上。1963年の落雷で主幹の上部が失われてほとんどが空洞化してもなお、葉を茂らせている[191][196]。
- 諫早公園の大クス（長崎県諫早市高城町） - 国の天然記念物。幹周11.8 m、樹高35 m、樹齢不明。高城跡の山頂に立つクスノキの巨木[197]。
- 山王神社の大クス（長崎県長崎市坂本） - 長崎市指定天然記念物。幹周6.3／8.7 m、樹高21m／22 m、樹齢500 - 600年。山王神社境内の参道を挟むように2本が並び立つクスノキで、被爆の2か月後に新芽を芽吹いたと伝わる[198]。
- 藤崎台のクスノキ群（熊本県中央区宮内） - 国の天然記念物。最大の個体は幹周20.0 m、樹高22 m、樹齢1000年。藤崎八旛宮の旧地であった藤崎台球場に所在[199]。
- 寂心さんのクス（熊本県熊本市北迫町） - 熊本県指定天然記念物。幹周13.3 m、樹高30 m、樹齢800年。寂心とは戦国時代の領主であった鹿子木親員の戒名からとったもので、このクスノキの下に墓があるといわれる[200][201]。
- 柞原八幡宮のクス（大分県大分市上八幡三組） - 国の天然記念物。幹周21.0 m、樹高30 m、樹齢伝承3000年。柞原八幡宮に所在。大分県最大のクスノキで、幹には大きな空洞ができている[202]。
- 蒲生のクス（鹿児島県姶良市蒲生町上久徳） - 国の特別天然記念物。幹周24.2 m、樹高30 m、樹齢伝承1500年。日本最大の幹周を持つ巨樹として知られる[203][204]。
- 志布志の大クス（鹿児島県志布志市志布志町安楽） - 国の天然記念物。幹周17.1 m、樹高24 m、樹齢伝承1200年。山宮神社の参道に立つクスノキの巨木[205]。
- 塚崎のクス（鹿児島県肝属郡肝付町野崎） - 国の天然記念物。幹周14.0 m、樹高30 m、樹齢1300年。塚崎古墳群1号墳（円墳）の上に生えている[206][207]。

### 自治体・大学の木

#### 県の木
- 兵庫県[208]
- 佐賀県[209]（佐賀県では、県の花もクスノキが指定されている[209]）
- 熊本県[210]
- 鹿児島県[211]

#### 市区町村の木
- 群馬県：藤岡市[212]
- 千葉県：神崎町[213]
- 東京都：大田区[214]、江戸川区[215]、調布市[216]
- 神奈川県：平塚市[217]、真鶴町[218]
- 静岡県：富士市[219]、磐田市[220]
- 岐阜県：大垣市[221]
- 愛知県：名古屋市[222]（港区[223]、南区[224]）、豊橋市[225]、刈谷市[226]、西尾市[227]、蒲郡市[228]、東海市[229]、尾張旭市[230]、高浜市[231]、岩倉市[232]、田原市[233]、東浦町[234]、武豊町[235]
- 三重県：四日市市[236]
- 滋賀県：守山市[237]
- 京都府：八幡市[238]
- 大阪府：淀川区[239]、岸和田市[240]、池田市[241]、吹田市[242]、泉大津市[243]、守口市[244]、富田林市[245]、河内長野市[246]、和泉市[247]、門真市[248]、摂津市[249]、東大阪市[250]、泉南市[251]、四條畷市[252]、大阪市淀川区[253]、島本町[254]、忠岡町[255]、太子町[256]、千早赤阪村[257]
- 兵庫県：西宮市[258]、伊丹市[259]
- 奈良県：五條市[260]、御所市[261]、葛城市[262]
- 和歌山県：和歌山市[263]
- 岡山県：倉敷市[264]、津山市[265]
- 島根県：津和野町[266]
- 広島県：広島市[267]、福山市[268]、三原市[269]、府中町[270]、海田町[271]
- 山口県：下関市[272]、宇部市[273]、岩国市[274]、周南市[275]、阿武町[276]
- 徳島県：藍住町[277]、東みよし町[278]
- 香川県：善通寺市[279]
- 愛媛県：今治市[280]、新居浜市[281]
- 高知県：宿毛市[282]、安田町[283]
- 福岡県：福岡市[284]、久留米市[285]、飯塚市[286]、八女市[287]、筑後市[288]、中間市[289]、小郡市[290]、宗像市[291]、太宰府市[292]、朝倉市[293]、みやま市[294]、宇美町[295]、新宮町[296]、岡垣町[297]、鞍手町[298]、苅田町[299]、築上町[300]
- 佐賀県：武雄市[301]
- 長崎県：島原市[302]、時津町[303]、東彼杵町[304]
- 大分県：別府市[305]、国東市[306]、玖珠町[307]
- 宮崎県：宮崎市[308]
- 鹿児島県：鹿児島市[309]、鹿屋市[310]、姶良市[311]、大崎町[312]、錦江町[313]、肝付町[314]

#### 大学のシンボル

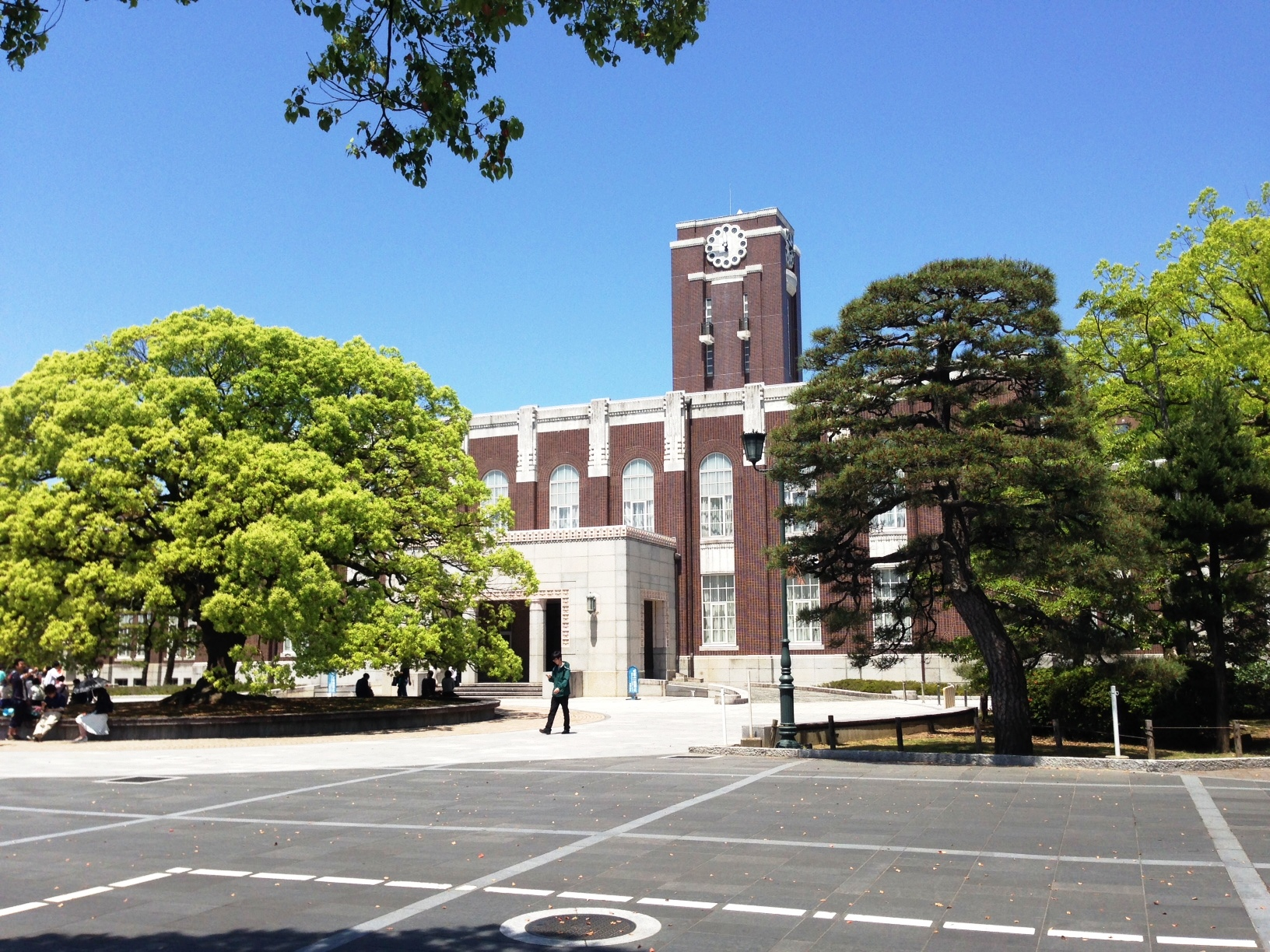
京都大学時計台前のクスノキ（左）

- 京都大学[315]京都大学時計台前のクスノキ（左）
- 大阪経済大学[316]

#### 日本国外
- 中華民国（台湾）：苗栗県[317]、雲林県[318]、南投県[319]

## 分類
一般的にはニッケイ属に分類され、Cinnamomum camphora の学名が充てられる。しかし、分子系統学的研究から、この意味でのニッケイ属は単系統群ではないことが示されている。クスノキを含む20種ほどはニッケイ属のタイプ種（セイロンニッケイ）を含む系統群よりも他のいくつかの属（サッサフラス属など）に近縁であることが示されたため、クスノキを含むこの系統群を別属の Camphora に分けることが提唱されており、この場合、クスノキの学名は Camphora officinarum となる。
台湾には、変種であるホウショウ（芳樟、クスノキダマシ、Camphora officinarum var. nominale (Hatus. & Hayata) K.F.Chung & C.L.Hsieh (2023)）が分布している。基準変種に比べて花や果実が小型で葉縁が波打ち、精油としてカンフル（樟脳）をほとんど欠きリナロールを多く含む。また、台湾からマダガスカルへ導入されたクスノキはラヴィンサラ（ravintsara）とよばれ、カンフルを欠き1,8-シネオールを多く含むが、分類学的には分けられておらず、クスノキのケモタイプ（chemotype; 形態的な違いはないが化学成分が異なる種内変異）とされている。
筑波山神社には葉が丸いクスノキがあり、マルバグスとよばれ、牧野富太郎によってクスノキの変種として記載されたが（Cinnamomum camphora var. rotundifolia Makino (1948)）、2025年時点では分類学的には認められていないことが多い。
新芽が展開する際の色が赤っぽいもの（赤芽）と鮮緑色もの（白芽）があり、それぞれアカグス（赤樟）、アオグス（青樟）とよばれることがある。これらは遺伝的に異なるともされる。